# Богданов, Владимир Сергеевич (художник)
Владимир Сергеевич Богданов (1863—1921) — русский художник.

## Биография
Родился 12 августа (24 августа по новому стилю) 1863 года.
Обучался в МУЖВЗ и в Высшем художественном училище при Академии художеств (1888—1894).
Имел две малые и одну большую серебряную медали от Московского Училища живописи, ваяния и зодчества. 5 ноября 1894 года получил звание классного художника за картины «Новичок» и «Последний сбор картофеля».
Жил в Москве и Курской губернии. С 1895 года — участник выставок. Экспонировался на выставках Московского общества любителей художеств (1895, 1897, 1898, 1901), Московского товарищества художников (1896, 1899—1902, 1907), ТПХВ (1902, 1916), Товарищества южнорусских художников в Одессе (1896, 1900—1907).
Преподавал в иконописной мастерской в городе Борисов Курской губернии (1902—1916).
Умер в 1921 году.

## Труды
Богданов работал как жанрист, пейзажист и портретист. Автор работ: «Шарманщик», «Подкидыш», «Очередь у бассейна», «Портрет детей господина N», «В лавке старьёвщика», «Сумерки» (все — 1890-е годы), «Татарская деревня в Крыму» (1902).
Его работы хранятся в Государственном русском музее, Государственном литературном музее и Государственном центре современного искусства.